# Баранне (зупинний пункт)
Баранне — пасажирський залізничний зупинний пункт Козятинської дирекції Південно-Західної залізниці на двоколійній електрифікованій змінним струмом лінії Здолбунів — Шепетівка між станціями Кривин та Славута I. Розташований у селі Крупець Шепетівського району Хмельницької області.

## Пасажирське сполучення
На зупинному пункті зупиняються приміські поїзди до кінцевих станцій Здолбунів, Рівне та Шепетівка.